# Baliza de banda

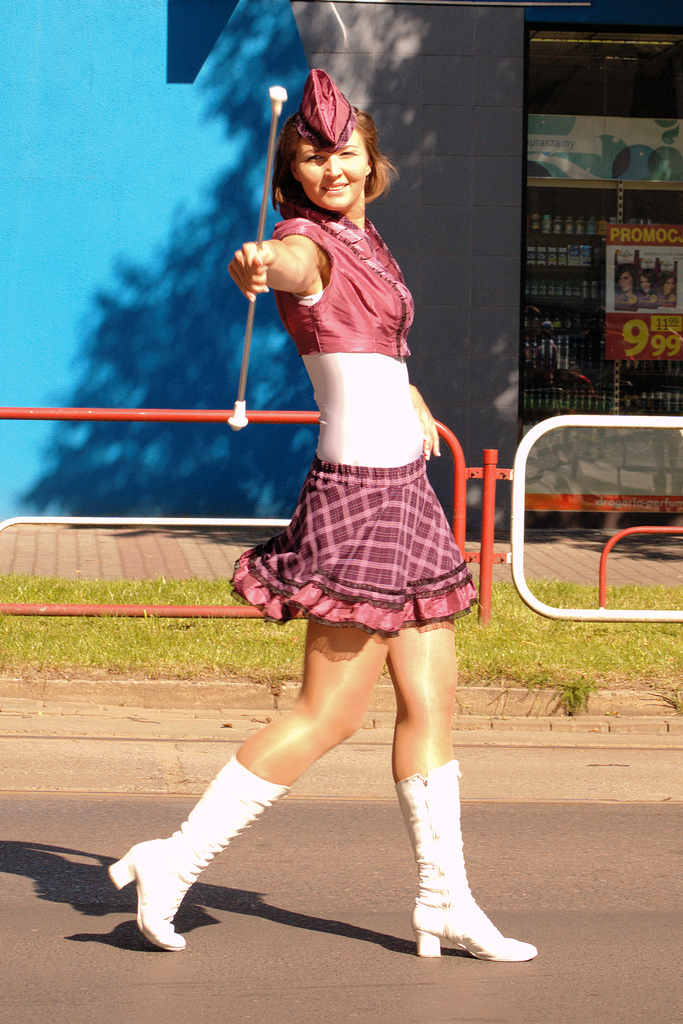
Majorette com um bastão giratório

Baliza de banda é uma das disciplinas de twirling que consiste em fazer coreografias de ginástica com um bastão de metal seguindo o ritmo da música. O termo twirling deriva do inglês twirl, que significa girar.